# ВИКОР
ВИКОР је метода за вишекритеријумску оптимизацију или вишекритеријумско одлучивање. Методу је развио Серафим Оприцовић за решавање проблема одлучивања са конфликтним и разнородним критеријумима, претпостављајући да је компромис прихватљив за разрешавање конфликта, да доносилац одлуке жели решење које је најближе идеалу и да су алтернативе вредноване према свим постављеним критеријумима. ВИКОР рангира алтернативе и одређује компромисно решење које је најближе идеалу.

## Развој
Идеју о компромисном решењу вишекритеријумког проблема увео је Po-Lung Yu 1973. године, и Milan Zeleny. 
С. Оприцовић је разрадио основне идеје ВИКОР-а у докторској дисертацији 1979. године, а једна примена је публикована 1980. Назив ВИКОР се појавио 1990 као скраћеница од: ВИшекритеријумска оптимизација и КОмпромисно Решење. Реалне примене су прказане у књизи 1998. године. Рад из 2004. године допринео је да ВИКОР буде широко препознатљива метода. идентификован је 2009 од Thomson Reuters Essential Science IndicatorsSM као најцитиранији рад у области економије и пословања.

## Кораци ВИКОР процедуре
ВИКОР решава следећи вишекритеријумски проблем: Одредити најбоље (компромисно) решење у вишекритеријумском смислу из скупа од Ј допустивих алтернатива A1, A2, …AJ, вреднованих према скупу од n критеријумских функција. Улазни подаци су елементи fij матрице перформанси, где fij је вредност i-те критеријумске функције за алтернативу Aj.
ВИКОР процедура има следеће кораке: 
Корак 1. Одређивање најбољих fi* и најлошијих fi^ вредности за све критеријумске функције, i = 1,2,...,n; 
fi* = max (fij,j=1,…,J), fi^ = min (fij,j=1,…,J), ако је i-та функција добит;
fi* = min (fij,j=1,…,J), fi^ = max (fij,j=1,…,J), ако је i-та функција коштање.
Корак 2. Рачунање вредности Sj и Rj, j=1,2,...,J, помоћу релација:
Sj=sum[wi(fi* - fij)/(fi*-fi^),i=1,…,n], отежано и нормализовано Manhattan растојање; 
Rj=max[wi(fi* - fij)/(fi*-fi^),i=1,…,n],, отежано и нормализовано Chebychev растојање; 
где wi су тежине критеријума, изражавајући преференцију доносиоца одлуке, као релативни значај критеријума. 
Корак 3. Рачунање вредности Qj, j=1,2,…,J, помоћу релације
Qj = v(Sj – S*)/(S^ - S*) + (1-v)(Rj-R*)/(R^-R*) 
где S* = min (Sj, j=1,...,J), S^ = max (Sj , j=1,…,J), R* = min (Rj, j=1,...,J), R^ = max (Rj , j=1,…,J),; а је уведено као тежина стратегије максимума групне користи, и 1-v је тежина индивидуалног незадовољства. Ове стратегије могу бити компромисне са v = 0.5, а овде је модификовано као = (n + 1)/ 2n (из v + 0.5(n-1)/n = 1) пошто критеријум (1 од n) повезан са R је укључен и у S.
Корак 4. Рангирање алтернатива, сортирањем помоћу вредности S, R и Q, од минималне вредности. Резултати су три рангирне листе.
Корак 5. Предлаже се као компромисно решење алтернатива A(1) која је најбоље рангирана помоћу мере Q (минимум) ако задовољава следећа два услова:
C1. “Прихватљива предност”:
	Q(A(2) – Q(A(1)) >= DQ где: A(2) је алтернатива са другом позицијом на ранг листи помоћу Q; 
DQ = 1/(J-1).
C2. “Прихватљива стабилност у одлучивању”:
Алтернатива A(1) мора бити најбоље рангирана помоћу S или/и R. Ово компромисно решење је стабилно у одлучивању, које може бити стратегија максимума групне користи (када v > 0.5 је потребно), или “помоћу комсенсуса” (v око 0.5, или “са ветом” v < 0.5).
Ако један од услова није задовољен, тада се предлаже скуп компромисних решења који се састији од:
- Алтернатива A(1) и A(2) ако није задовољен само услов C2 , или
- Алтернативе A(1), A(2),..., A(M) ако није задовољен услов C1 ; A(M) је одређена помоћу релације Q(A(M)) – Q(A(1)) < DQ за максимално M (позиције ових алтернатива су блиске).
Добијено компромисно решење може бити прихваћено од доносиоца одлуке јер оно обезбеђује максимум користи већини (помоћу min S), и минимум индивидуалног незадовољења за опонента (помоћу min R). Мере S и R су интегрисане у Q за компромисно решење, које је основа за споразум постигнут помоћу узајамних уступака. 

## Компаративна анализа
Компаративна анализа метода VIKOR, TOPSIS, ELECTRE и PROMETHEE је приказана у раду из 2007, кроз разматрање њихових посебних карактеристика и нихових резултата примене.

## Fuzzy ВИКОР
Метода Fuzzy ВИКОР је развијена за решавање проблема у fuzzy околини (са неодређеностима) где критеријуми и тежине могу бити fuzzy sets - скупови. Троугаони fuzzy бројеви користе се за вредновање непрецизних нумеричких величина. Fuzzy ВИКОР се заснива на агрегираној fuzzy мери која представља растојање одређене алтернативе од идеалног решења. Fuzzy операције и процедуре за рангирање fuzzy бројева су коришћене у развоју алгоритма fuzzy ВИКОР.